# Adrian Virginius (1663–1706)
Adrian Virginius (Kambja, 1663. november 30. – Tartu, 1706. július 8.) balti német evangélikus teológus, bibliafordító.

## Élete
Apja Andreas Virginius, Kambja lelkésze volt. A Kieli Egyetemen teológiát hallgatott 1681 és 1683 közt, de hivatalos diplomát nem szerzett. Tanulmányai végeztével visszatért hazájába, 1686 és 1694 közt Puhja (német nyelven: Kaweleht), 1694 és 1704 közt Otepää (Odenpäh) lelkésze volt. 1692-ben vette feleségül a svéd születésű Christine Elisabeth Krieg-et, a párnak hét gyermeke született. 1700-ban kezdődött a Nagy északi háború (1700-1721), Virginius a helyi gazdákkal katonai védelmi csoportokat hozott létre 1700-ban és 1702-ben. Livónia orosz megszállásával Virginiust 1704 szeptemberében letartóztatták, majd Svédország részére történő kémkedés vádja miatt 1706. július 27.-én Tartuban kivégezték.
Virginius a protestantizmus egyik legfontosabb észtországi fordítója volt. Munkái komoly hatást gyakoroltak az írott észt nyelvre. 1683-ban Rigában kezdte észtre fordítani a Bibliát. 1684-ben apja kézirata alapján a Kis katekizmus észt fordítását tette közzé. Az 1685-ben megjelent Wastne Tarto Mah Keele Laulo Rahmat énekeskönyv 1690-es második kiadását több általa lefordított himnusszal bővítették. 1686-ban jelent meg főműve, az Újszövetség észt fordítása, melyet apjával közösen készített, s Meije Issanda Jesusse Kristusse Wastne Testament Echk Jummala Pöha Sönna Kumb Perrast Issanda Jesusse Kristusse Sündimist pöhist Ewangelistist nink Apostlist om ülleskirjotetu címen jelentetett meg. Bengt Gottfried Forselius-szal (1660? -1688) együtt mintegy ötven himnuszt fordított le észt nyelvre, e műve 1690 -ben jelent meg. 1694-1695-ben Rigában megjelent egyházi kézikönyve szintén jelentős, e munkájának címe Ma kele Koddo ning Kirgo Ramat. Livónia észt nyelvű része képviselőjeként két fontos biblia konferencián is részt vett.

## Fordítás
- Ez a szócikk részben vagy egészben  az   Adrian Virginius (Theologe, 1663) című német Wikipédia-szócikk ezen változatának fordításán alapul.  Az eredeti cikk szerkesztőit annak laptörténete sorolja fel. Ez a jelzés csupán a megfogalmazás eredetét és a szerzői jogokat jelzi, nem szolgál a cikkben szereplő információk forrásmegjelöléseként.